# 영전수여권
영전수여권(榮典授與權)은 헌법 제80조에 따라 대통령이 국가사회에 공로가 현저한 사람에 대하여 훈장 ·포장(褒章) 기타의 영전을 수여하는 권한이다.

## 관련 법률
- 상훈법
- 상훈법시행령
- 정부표창규정
- 군표창규정